# André Duclaud
Pour l’article ayant un titre homophone, voir Duclaux.
André Duclaud, né le 8 avril 1824 à Confolens (Charente) et mort le 6 août 1890 à Biarritz (Pyrénées-Atlantiques), est un homme politique français.

## Biographie
Avocat, il est conseiller municipal et conseiller général du canton de Confolens-Sud. Républicain, opposant à l'Empire, il est sous-préfet de Confolens après le 4 septembre 1870.
Il est député de la Charente de 1876 à 1885 et de 1889 à 1890, inscrit au groupe de la Gauche républicaine puis à l'Union républicaine. Il est l'un des 363 qui refusent la confiance au gouvernement de Broglie, le 16 mai 1877.
Battu en 1885, il devient préfet des Alpes-de-Haute-Provence, puis préfet du Gard en 1886 et préfet du Cher en 1887. Réélu député en 1889, il est questeur de la Chambre. Il meurt en 1890.